# Tatie Danielle
Tatie Danielle je francouzská filmová komedie z roku 1990, kterou režíroval Étienne Chatiliez podle vlastního scénáře. Snímek měl světovou premiéru 4. dubna 1990.

## Děj
Ve svých 82 letech je Danielle Billardová vrtošivá malicherná zlodějka a lhářka, která dělá potíže své hospodyni Odile, která je jen o něco mladší než ona (75 let).
Její jedinou rodinou jsou prasynovci Jean-Pierre a Jeanne, které vídá jen zřídka. Jean-Pierre a jeho žena Catherine, oba sirotci, v ní vidí babičku, kterou jejich děti nikdy neměly, a slitují se nad ní, když jim tvrdí, že ji Odile okrádá a bije. Když Odile nešťastnou náhodou zemře při pádu při čištění lustru, Danielle prodá svůj dům v Auxerre a peníze odkáže svým prasynovcům pod podmínkou, že ji Jean-Pierre a Catherine ubytují u sebe v Paříži.
Přestože je k ní Jean-Pierre laskavý, pár si rychle uvědomí svou chybu. Danielle se vůbec nepodobá té hodné babičce, kterou si mysleli, že znají. Tráví dny tím, že je otravuje a o všech, zejména o Catherine, dělá drsné poznámky.
Vzhledem k tomu, že jejich letní dovolená v Řecku je naplánována již dlouho, spoléhají na to, že se o tetu Danielle v té době postará Jean-Pierrova sestra Jeanne. Ta se ale s Danielle tak nesnese, že Jean-Pierre a Catherine najmou mladou au pair Sandrine, aby se o ni postarala. Teta Danielle se chce pomstít za to, že ji opustili, tím, že je na Sandrine velmi nevrlá. Ta rychle pochopí osobnost staré dámy, nenechá se rozhodit a bez váhání se jí postaví. Jejich vztah, který je zpočátku velmi nepřátelský, se nakonec normalizuje a obě ženy se spřátelí.
Prudká hádka mezi nimi ale vypukne, když chce Sandrine strávit noc se svým přítelem. Teta Danielle, frustrovaná, že ji všichni opustili, zničí vybavení bytu a způsobí požár. Uprostřed noci ji musejí evakuovat hasiči. Případ se dočká široké mediální pozornosti a Jean-Pierre a Catherine jsou po návratu do Paříže zatčeni za neposkytnutí pomoci osobě v nebezpečí a neposkytnutí péče.
Teta Danielle, umístěná v domově důchodců, je zpočátku hýčkána personálem i ostatními obyvateli, ale jak dny plynou, rychle odhalí její skutečnou osobnost. Mezitím jsou Jean-Pierre a Catherine zproštěni všech obvinění.
Jednoho rána Danielle uteče z domova důchodců a nikdo neví, kam se poděla. Odjela do hor se svou jedinou kamarádkou Sandrine.

## Obsazení
| Tsilla Chelton            | Danielle Billard                         |
| Isabelle Nanty            | Sandrine Vonnier                         |
| Catherine Jacob           | Catherine Billard                        |
| Éric Prat                 | Jean-Pierre Billard                      |
| Laurence Février          | Jeanne Billard                           |
| Neige Dolsky              | Odile Dombasle                           |
| Karin Viardová            | Agathe                                   |
| Patrick Bouchitey         | žebrák                                   |
| Nadia Barentin            | zdravotní sestra                         |
| Marina Tomé               | správcová                                |
| Madeleine Cheminat        | paní Mauprivet                           |
| Nicole Chollet            | Ginette Mauprivet                        |
| Évelyne Didi              | žena v autobuse                          |
| Jacqueline Dufranne       | paní Ladurie                             |
| Isabelle Petit-Jacques    | chodkyně                                 |
| Monique Pantel            | sousedka                                 |
| François-Régis Marchasson | chodec                                   |
| Jean-Pierre Miquel        | lékař                                    |
| Christine Pignet          | taxikář                                  |
| Virginie Pradal           | paní Lafosse                             |
| Frédéric Rossif           | muž s kachnami                           |
| André Wilms               | lékař v domově důchodců                  |
| Delphine Quentin          | Camille, ošetřovatelka v domově důchodců |
| Olivier Saladin           | řezník                                   |
| Lorella Cravotta          | řezníkova žena                           |
| Marie-France Cubadda      | sebe sama                                |

## Ocenění
- César: nominace v kategoriích nejlepší herečka (Tsilla Chelton), nejlepší herečka ve vedlejší roli (Catherine Jacob) a nejslibnější herečka (Isabelle Nanty)